# Abreviació

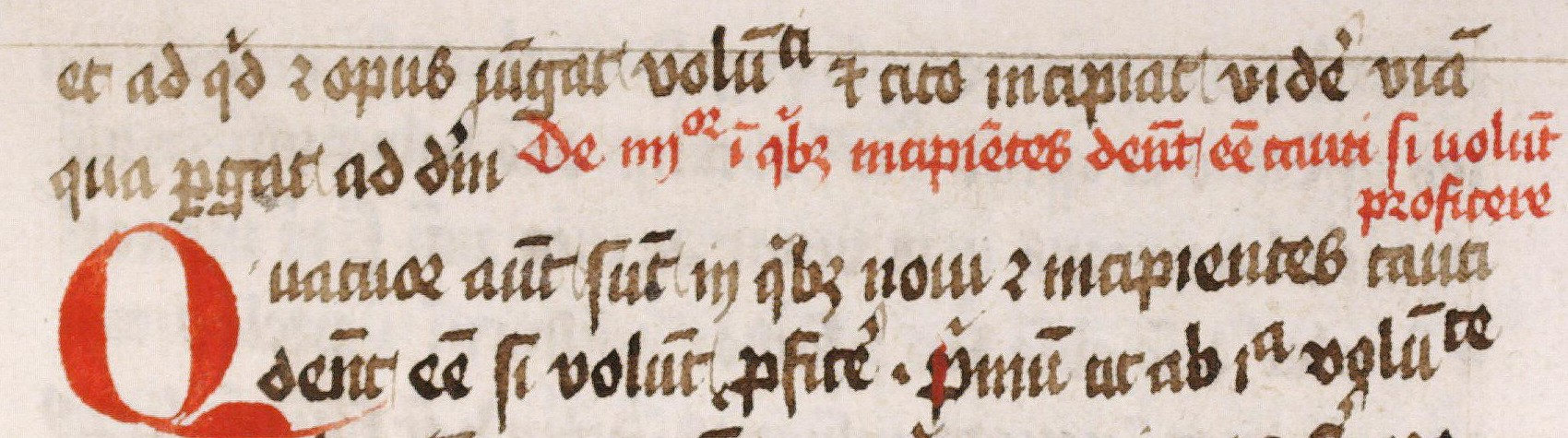
Exemple de text llatí amb abreviacions

Una abreviació o abreujament és l'escurçament d'una paraula o expressió. Les abreviacions i escurçaments estan presents des dels manuscrits clàssics fins al llenguatge SMS d'Internet i són la base de la taquigrafia. Hi ha diversos tipus d'abreviacions: les abreviatures, les sigles, els acrònims i els escurçaments.
Les abreviatures es poden obtenir mitjançant diversos procediments, però tots coincideixen a marcar d'alguna manera les expressions abreviades, habitualment amb punt abreviatiu o, de vegades, una barra: etc. per etcètera, c. o c/ per carrer... S'han de llegir desenvolupant els elements com si no estiguessin abreviats. Cal fer un ús moderat de les abreviatures i evitar-ne la utilització supèrflua i innecessària; només s'han d'emprar en casos concrets que siguin habituals o tradicionals, o quan ja se sap majoritàriament el significat complet de l'expressió abreujada.
La majoria de sigles es formen amb la inicial del mot o mots que formen l'expressió (com EUA per Estats Units d'Amèrica, CD per compact disc) o les seves primeres lletres, cas en què s'anomenen preferentment acrònims.
Els escurçaments són supressions de fragments de mots per agilitzar i escurçar el missatge: tele per televisió. Pel seu caràcter irregular, normalment aquest procés es considera vulgar o col·loquial.
Segons el procediment, en resulten: abreviatures (abreviació per contracció, abreviació per suspensió), sintagmes abreujats (per contracció, per suspensió), mots escurçats (truncament per afèresi i/o síncope), acrònims (acronímia), mots creuats (per apòcope del primer element i afèresi del segon; o per apòcope de tots els elements), sigles (siglació), suspensió per reticència (reticència), llenguatge SMS, símbols, abreviació per procediments irregulars (abreviació irregular).
Es pot distingir entre les abreviatures personals i les convencionals. Les primeres s'usen per raons d'economia de temps, per exemple per prendre apunts o enviar missatges de mòbil (es basen en les normes usuals i, per tant, poden ser compreses per l'interlocutor amb ajuda del context). Moltes d'aquestes acabaran essent convencionals, és a dir, d'ús general i fixat, com les usades en el llenguatge administratiu (c/ en comptes de carrer, per exemple).
Si l'abreviació fusiona diverses paraules agafant-ne només les inicials, es parla de sigles i s'escriuen en majúscula, com és el cas de moltes entitats i organitzacions (ONU, PSC…) Aquestes sigles poden esdevenir paraules comunes, especialment en el cas dels acrònims: làser, ovni…
Els símbols no són formes abreviatives, sinó elements cientificotècnics que substitueixen magnituds i mesures en fórmules i altres contextos especialitzats.